# شركة سفيازينفست
شركة سفيازينفست (الروسية: WAS) كانت أكبر شركة اتصالات روسية قابضة. يقع مقرها في موسكو، وقد تم تأسيسها بموجب الأمر №1297 الصادر عن الحكومة الروسية في 25 نوفمبر 1994، وتم تسجيلها في 18 سبتمبر 1995. كانت شركة مملوكة للدولة بالكامل حتى تمت خصخصة بعض الأسهم في أواخر التسعينيات. تم دمج عملياتها بما في ذلك العلامة التجارية والشركة الفرعية بالكامل من أجل روستليكوم، السابق الاتصال الهاتفي لمسافات طويلة الاحتكار. في أواخر سبتمبر 2013 أكملت روستليكوم المرحلة النهائية من إعادة تنظيمها، والتي بموجبها تم دمج شركة الاتصالات المملوكة للدولة القابضة سفيازينفست و 20 شركة أخرى في روستليكوم. بلغت الحصة المشتركة للحكومة في الشركة المدمجة 51.12 ٪ بعد إعادة التنظيم.
الممول الأمريكي جورج سوروس استثمرمئات الملايين من الدولارات في الشركة. ووصفه لاحقا بأنه «أسوأ استثمار قام به على الإطلاق».

## الشركات التابعة
- شركة مساهمة عامة سنترال تلغراف (80٪)
- أوجسك روستليكوم (45.28%)
- أوجسك جيبروسفياز (59.99%)
- أوجسك كوستروما غتس (37٪)
- (29.31 في المائة)
- أوجسك تشوكوتكاسفيازينفورم (100٪)
- شركة مساهمة إنغوشيليكتروسفياز (100%)
- أوجسك موسكو مزدوغورودنايا محطة الهاتف ن9 (50.67٪)

سفيازينفست هي ثلاث أرباعها مملوكة من قبل روزبروبيرتي وربع مملوكة من قبل روستليكوم.

## الإدارة

### المديرون العامون
- الكسندر ليباتوف (أغسطس 1995-مارس 1996)
- مسمار إسماعيلوف (مارس 1996-أبريل 1999)
- أوليغ بيلوف (أبريل 1999-أكتوبر 1999)
- فاليري ياشين (شهر أكتوبر 21, 1999 -?)
- الكسندر كيسليوف (29 يونيو 2006 إلى الوقت الحاضر)

### رئيس مجلس الإدارة
- نيكولاي بوزيتكوف (حتى أبريل 1999)
- بوريس بونومارينكو (أبريل 1999-يوليو 1999)
- وزير العلوم والتكنولوجيا الروسي فلاديمير بولجاك (15 يوليو 1999-يونيو 2000)
- وزير الاتصالات والمعلوماتية الروسي ليونيد ريمان (26 يونيو 2000 إلى الوقت الحاضر)

اعتبارا من 29 يونيو 2006، يضم مجلس الإدارة في سفيازينفست الأعضاء التالية أسماؤهم:
- ليونيد ريمان رئيس-وزير تكنولوجيا المعلومات والاتصالات
- بوريس أنطونيوك-نائب وزير تكنولوجيا المعلومات والاتصالات
- كيريل أندروسوف-نائب وزير التنمية الاقتصادية والتجارة
- فاديم ستيبانوف-وزير الخارجية، نائب مدير دائرة الحماية الفيدرالية الروسية
- ليودميلا بريدانوفا-نائب رئيس روزيموشيستفو
- كارين ماركاريان - مساعد نائب رئيس المكتب التنفيذي لحكومة الاتحاد الروسي
- فاسيلي بوبيك-مساعد قسم خبراء رئيس الاتحاد الروسي
- أناتولي أكيمنكو-ممثل، موستكوم المحدودة.
- سيرجي كاربوخوفيتش-ممثل، موستكوم المحدودة.

اعتبارا من 29 يونيو 2006م، يتضمن مجلس الإدارة:
- ألكسندر كيسليوف، رئيس مجلس الإدارة – المدير العام
- ستانيسلاف بانتشينكو (نائب المدير العام)
- كونستانتين بيلييف (نائب المدير العام)
- يفغيني تشيشيلنيتسكي (نائب المدير العام)
- فلاديمير جيلونكين (نائب المدير العام)

## روابط خارجية
- الرسمية سفيازينفست الموقع—باللغة الروسية
- تاريخ شركة جسك سفيازينفست—باللغة الروسية